# Solidéu
Solidéu (em latim Pileolus), zucchetto (em italiano [dzukˈketto]), yarmulke (em iídiche יאַרמלקע, yarmlke, do polonês jarmułka, que significa "boina") é um pequeno barrete usado na cabeça por motivos religiosos. Seu nome provém do latim soli Deo tollitur, ou seja "só por Deus é tirado (da cabeça)".

## Judaísmo

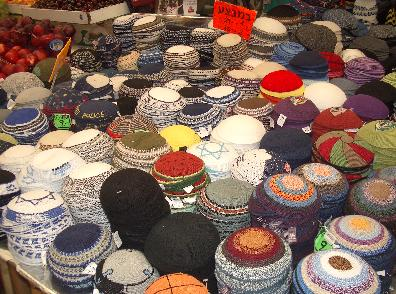
Solidéus à venda como quipás (kipót) em Jerusalém

O solidéu popularizou-se entre os judeus, desde o século XIX, como forma mais comum de quipá. A popularização foi tal que por vezes o solidéu passou a ter a designação de «chapeuzinho de judeu» e o sinônimo de quipá.
O solidéu é utilizado como quipá em lembrança da soberania divina e como símbolo da identidade cultural judaica. 
Não há padrão de materiais ou de feitio. É normalmente feito de tricô, seda, veludo ou tecidos sintéticos e cosido em gomos ou numa única peça.

## Catolicismo
Na Igreja Católica, o solidéu (do Latim Soli + Deo "Apenas Deus") foi adotado inicialmente por razões práticas — manter a parte tonsurada da cabeça aquecida em igrejas frias ou úmidas —, acabando por sobreviver como item tradicional do vestuário clerical com o significado de pertença total a Deus. Consiste em oito partes costuradas, com um pequeno talo no topo.

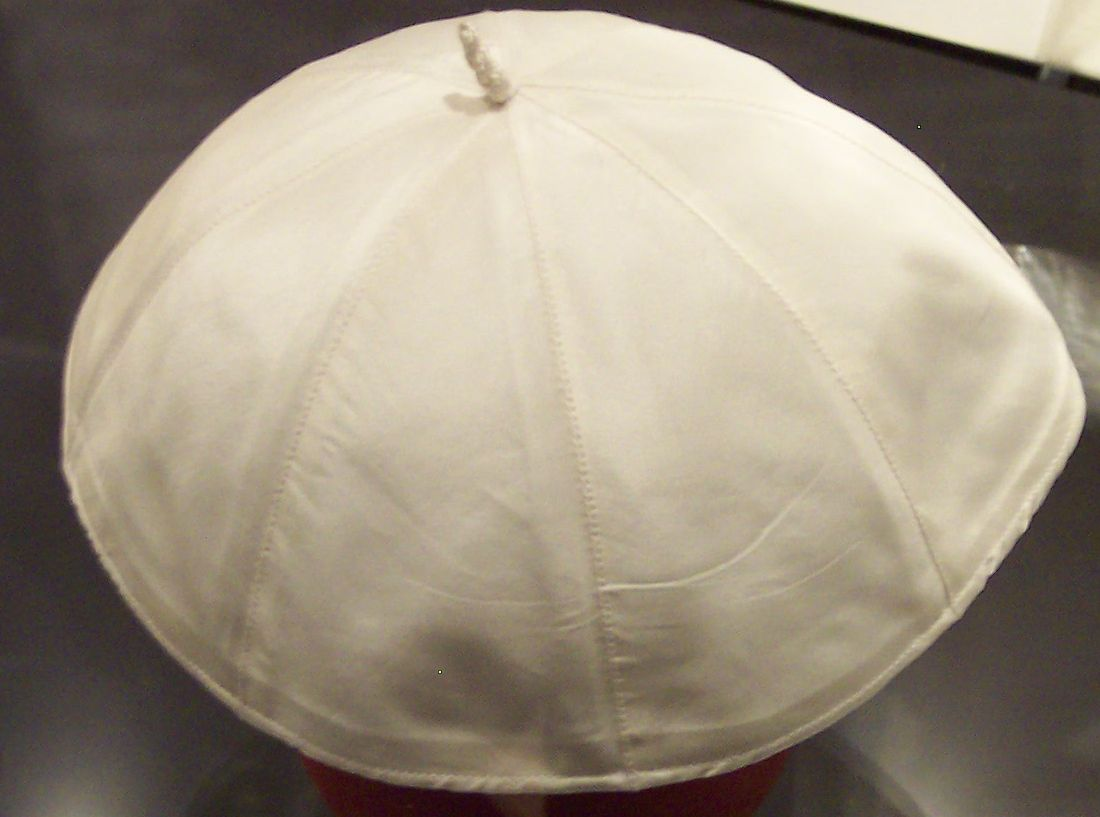
Solidéu branco usado pelos Papas.

Todos os membros ordenados presbíteros da Igreja Católica podem usar o solidéu. Como grande parte da indumentária eclesiástica, a cor do solidéu denota o grau hierárquico do portador: o solidéu do Papa é branco, o dos cardeais é vermelho, o dos bispos, abades territoriais e prelados territoriais é violáceo.
O solidéu negro pode ser opcionalmente de uso diário pelos Passionistas mesmo que não sejam canonizados sacerdotes da Província da Exaltação da Santa Cruz.
Monsenhores usam solidéu negro com algumas linhas violáceas. Padres usam solidéu negro, embora não seja comum o uso do solidéu por padres (com exceção dos abades). Em algumas Ordens, como na Ordem dos Frades Menores, os Frades podem usar o solidéu e este de cor marrom.       
Todos os clérigos que possuem caráter episcopal retêm o solidéu durante a maior parte da missa, removendo-o no início do prefácio e recolocando-o depois de concluída a comunhão. Os demais clérigos podem não usá-lo fora da liturgia.

## Protestantismo

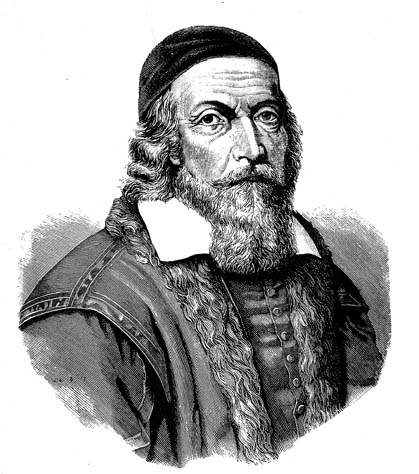
Bispo e teólogo protestante Johan Amos Comenius com solidéu

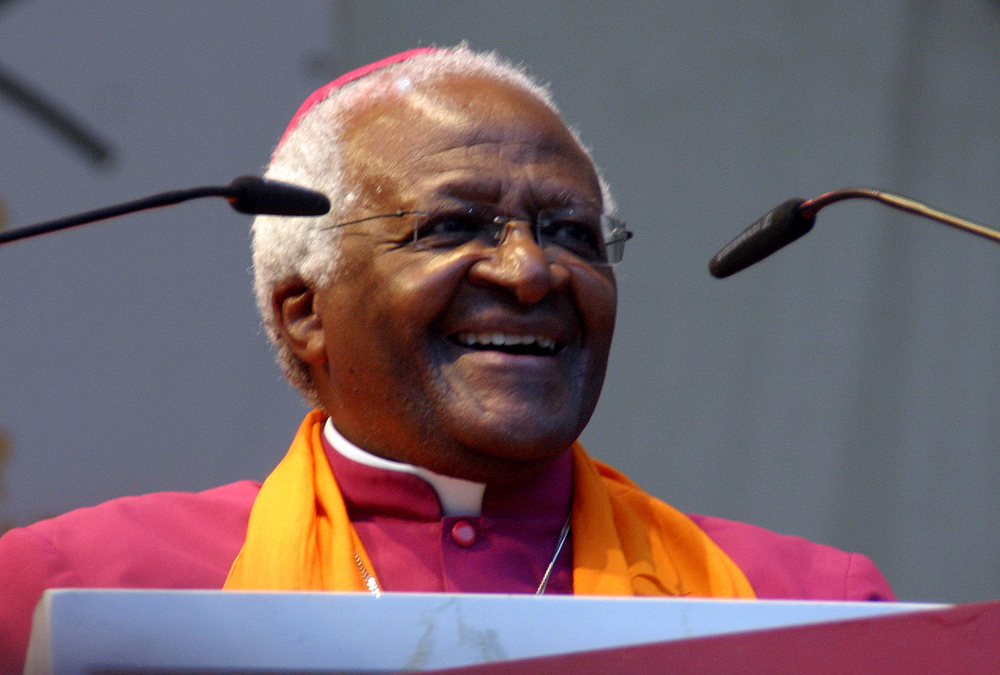
Arcebispo anglicano Desmond Tutu com solidéu.

No Protestantismo, entre os séculos XVI e XVIII, era comum o porte de solidéus por ministros e teólogos. O uso de vestimentas distintivas para o clero protestante não é praticado por todas as denominações. Em algumas, há ainda a proibição de o homem orar com a cabeça coberta. A partir do século XVIII, o solidéu praticamente desapareceu dos paramentos clericais. Hoje, o costume de usar solidéu limita-se praticamente aos anglicanos. O pastor  brasileiro Caio Fábio costuma aparecer de solidéu.

## Islamismo

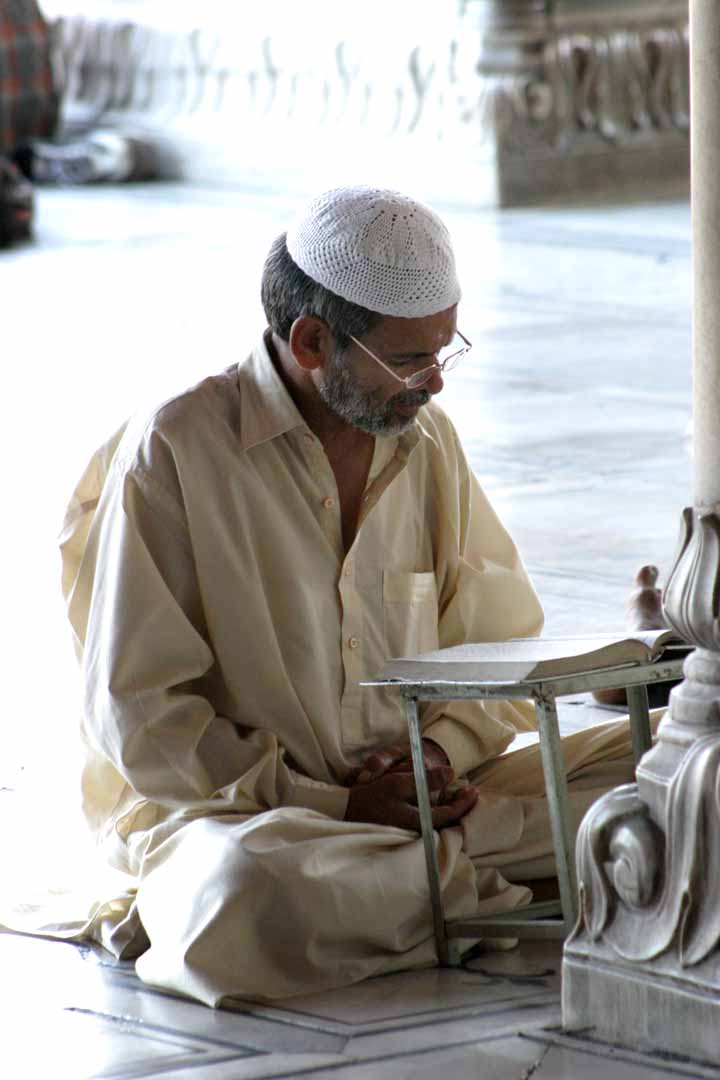
muçulmano com taqiyah

Também no islamismo há o uso de solidéus, normalmente feitos de crochê, chamados taqiyah. Há vários modelos e materiais, como topi, tubeteika, doopa, kufi. Embora não haja mandamentos corânicos para o seu porte, tornou-se costumário. As orações de sexta-feira e os serviços nas mesquitas são ocasiões para o uso da taqiyah. Alguns muçulmanos usam o taqiyah diariamente.